# (19631) Greensleeves
(19631) Greensleeves (1999 RY38) – planetoida z pasa głównego asteroid okrążająca Słońce w ciągu 4,62 lat w średniej odległości 2,77 j.a. Odkryta 13 września 1999 roku.